# Glosă
Glosă (din latină glossa) este o poezie cu formă fixă și caracter gnomic, în care fiecare strofă, începând de la cea de-a doua, comentează succesiv câte un vers din prima strofă, versul comentat repetându-se la sfârșitul strofei respective, iar ultima strofă reproduce în ordine inversă versurile primei strofe.

## Istoric
Glosa a fost inițial compusă de poeții de la curtea regilor Spaniei, la sfârșitul secolului al XIV-lea și începutul secolului al XV-lea. În structura tradițională a glosei intră două părți distincte:
- prima parte a poeziei, denumită cabeza (cap, în limba spaniolă), avea puține versuri, de regulă patru, sau un catren extras dintr-o poezie a unui poet renumit. Ulterior, s-au acceptat și versuri ale unor poeți mai puțin cunoscuți, sau chiar versuri proprii. Prima parte (la cabeza), denumită și mote (motto) sau text, are adesea formă de redondilla.
- partea a doua este glosa propriu-zisă, adică o „glosare”, prin interpretarea sau explicarea textului din prima parte.

Regula inițială descria glosa ca având în partea a doua patru strofe cu câte zece versuri (décima), în care cele patru versuri ale primei strofe erau folosite, succesiv, ca al zecelea vers al fiecărei strofe de zece versuri. În plus, versul al șaselea și al nouălea trebuie să rimeze cu al zecelea, preluat din prima strofă. Numărul de silabe, metrica și rima versurilor rămân la discreția poetului.
Deși la origine, glosa avea formă fixă, unii poeți și-au luat libertatea de a modifica formatul. În loc de zece versuri, strofele proprii aveau uneori 4, 5 sau 8 versuri, sau erau scrise în vers alb. Există și variante în care primul vers al fiecărei strofe (preluate din textul original) se repetă ca ultim vers, adăugat ca refren. Alte variante schimbă locul versului preluat din prima parte, așezându-l primul, ultimul, sau în mijlocul strofei. 
Poetul și editorul portughez Garcia de Resende (1470–1536) a publicat în 1516, sub titlul Cancioneiro Geral, o compilație a poeziei de curte din Portugalia, de la sfârșitul secolului al XV-lea și începutul secolului al XVI-lea, în care forma de glosă apare sub denumirea de mote e glosa (motiv și glosare), cunoscută și ca poesia obrigada a mote (poezie legată de motiv). Una din regulile de bază descrise de Garcia de Resende, este citarea obligatorie a poetului de la care a fost preluat motivul, acesta fiind identificat ca mote alheio (motiv străin).
În 1591, poetul spaniol Vicente Gómez Martínez-Espinel (1550 –1624) definea glosa ca pe o formă poetică octosilabică, în care un catren este reluat la sfârșitul fiecăreia din strofele următoare, de zece versuri (pl. décimas), fiecare strofă reprezentând un comentariu al catrenului precedent.
O descriere amănunțită a glosei ne-a rămas de la Juan Díaz Rengifo, în lucrarea sa Arte Poetica Española (1592: Cap. XXXVI: 41). Între altele, el scrie că prima parte poate avea unul, două sau patru versuri, care poartă în ele un concept sentențios. În glosa de mote, versul final al fiecărei strofe repetă versul inițial al poemului.
În spaniolă, glosa mai este denumită și Retruécano (joc de cuvinte), reprezentând un comentariu al unor cuvinte scrise, de obicei, de altcineva. Este obligatorie menționarea autorului versurilor luate ca bază pentru "comentariile" din partea a doua.

## În limba română
Cea mai cunoscută glosă în limba română poartă titlul Glossă și a fost publicată în 1883, în primul volum de versuri al poetului Mihai Eminescu.